# Pottenstein (Austria)
Pottenstein – gmina targowa w Austrii, w kraju związkowym Dolna Austria, w powiecie Baden. Według Austriackiego Urzędu Statystycznego liczyła 2 948 mieszkańców (1 stycznia 2014).

## Współpraca
Miejscowości partnerskie:
- Potštejn, Czechy
- Pottenstein, Niemcy